# Силипяги
Силипяги — хутор в Хохольском районе Воронежской области России.
Входит в состав Хохольского городского поселения.

## География
На хуторе имеется одна улица — Первомайская.

## Население
| 2010 |
| ---- |
| 6    |